# جف ترنر
جف ترنر (انگلیسی: Jeff Turner؛ زاده ۹ آوریل ۱۹۶۲) یک بازیکن بسکتبال اهل ایالات متحده آمریکا است. 